# TecDAX
TecDAX é um índice de ações que acompanha o desempenho das 30 maiores empresas alemãs do setor de tecnologia.
Para uma empresa entrar no índice é necessário que ela tenha um volume de negócios na bolsa de valores num período de pelo menos 1 ano, atuar no ramo da tecnologia e o tamanho do valor de mercado.
O TecDax foi introduzido em 24 de março de 2003, ele sucedeu o índice de ações NEMAX50 (Neuer Markt - novo mercado) das empresas alemãs da nova economia que existiu de 1997 a 2003 e foi descontinuado após extrema perda de valor devido ao estouro da Bolha da Internet.
O TecDAX é baseado nos preços gerados no Xetra. O índice é calculado em todos os dias de negociação, entre 9h00 da manhã e 5h30 da tarde.

## Tipos de empresas para entrar no TecDAX
- Biotecnologia[2]
- Componentes eletrônicos[2]
- Energia renovável[2]
- Equipamentos industriais avançados[2]
- Hardware[2]
- Internet[2]
- Semicondutors[2]
- Software[2]
- Tecnologia médica[2]
- Tecnologias de Comunicações[2]
- Telecomunicações[2]

## Empresas no TecDAX
Empresas do índice em 26 de junho de 2025:
- 1&1 AG[5]
- Aixtron[5]
- Atoss[5]
- Bechtle[5]
- Cancom[5]
- Carl Zeiss Meditec[5]
- Deutsche Telekom[5]
- Drägerwerk[5]
- Eckert & Ziegler[5]
- Elmos Semiconductor[5]
- Evotec[5]
- Formycon[5]
- Freenet AG[5]
- Hensoldt[5]
- Infineon Technologies[5]
- Ionos[5]
- Jenoptik[5]
- Kontron[5]
- Nagarro[5]
- Nemetschek[5]
- Nordex[5]
- PNE AG[5]
- Qiagen[5]
- SAP SE[5]
- Sartorius[5]
- Siemens Healthineers[5]
- Siltronic[5]
- Suss Microtec[5]
- TeamViewer SE[5]
- United Internet[5]